# Krzysztof Opaliński
 (septembre 2009).
Si vous disposez d'ouvrages ou d'articles de référence ou si vous connaissez des sites web de qualité traitant du thème abordé ici, merci de compléter l'article en donnant les références utiles à sa vérifiabilité et en les liant à la section « Notes et références ».

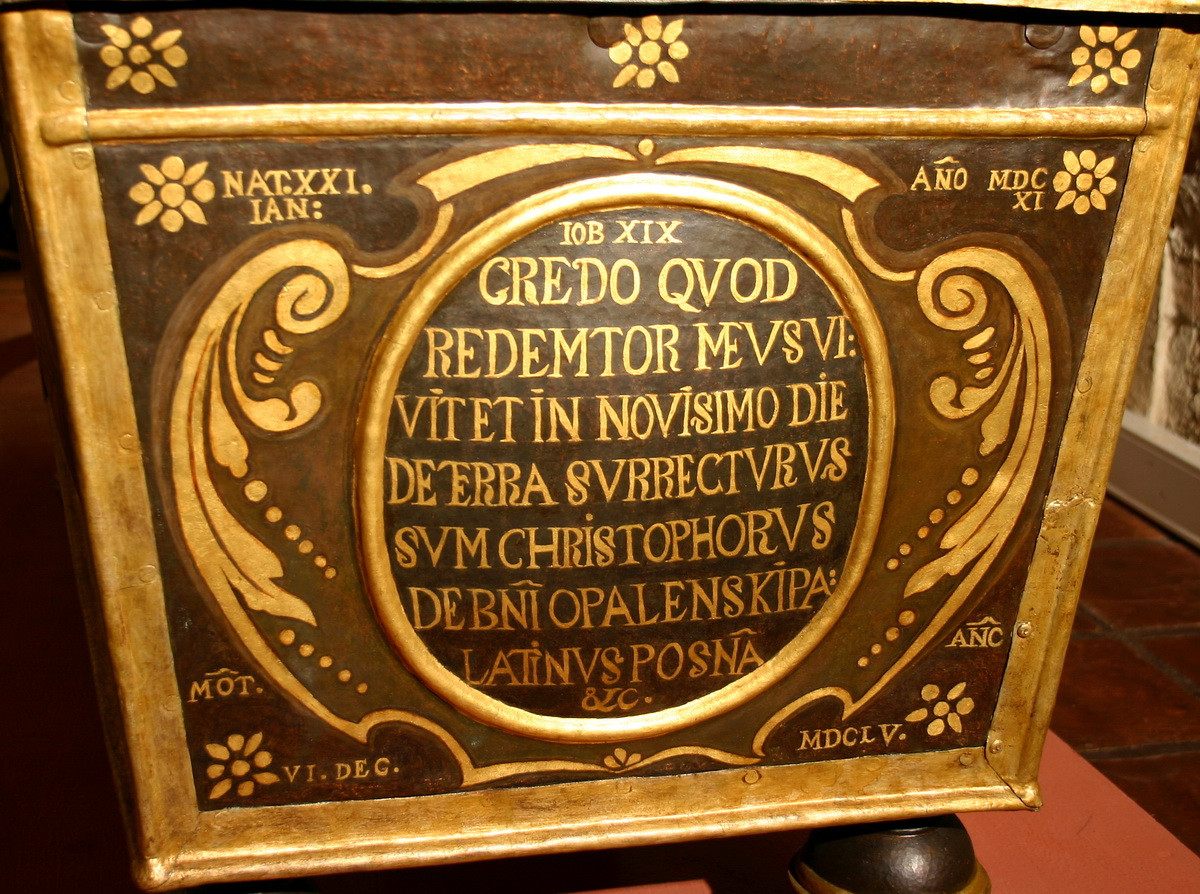
Le sarcophage de Krzysztof Opaliński.

Krzysztof Opaliński, armoiries Łodzia, né le 21 janvier 1611 à Sieraków et mort le 6 décembre 1655  à Włoszakowice, fut un poète, diplomate, voïvode de Poznań, maréchal du tribunal de la Couronne, staroste d'Śrem, l'un des leaders de l'opposition des magnats contre les rois Władysław IV et Jan Kazimierz.
Pendant l'invasion suédoise, le 25 juillet 1655, il rendit la Grande-Pologne à la Suède. 
Auteur de "Satires" (1650), publié de façon anonyme, critiquant les divers défauts de la république des Deux Nations.

## Biographie
Il fit ses études à l'Académie de Lubrański de Poznań, il étudia ensuite à Louvain, Orléans et Padoue. Après son retour au pays, il s'engagea de la politique et participa à toutes les Diètes de la Grande-Pologne. 
En 1632, il devint député à la Diète de la Couronne, en 1637 - voïvode de Poznań. En 1645, il représente le roi Władysław IV en France lors de son mariage par procuram (en remplacement)  avec Louise-Marie de Gonzague
En 1647, il reprit le domaine familial de Sieraków après son frère Łukasz où il achéva la reconstruction du château et fonda un lycée basé sur les principes de Jan Amos Komeński, appelé l'Académie Sierakowski. Pendant les guerres cosaques qu'il participa à la bataille de Berestechko et en 1653 il rejoint l'opposition, dirigé par Janusz Radziwiłł.
En juillet 1655, au début de l'invasion suédoise, il signa l'acte de reddition à Ujście 24 juillet 1655. 
En 1650, il publia des Satires ou des mises en garde pour réparer le gouvernement et les mœurs en Pologne. Il fut également l'auteur de comédies et de tragédies pour son propre théâtre à Sieraków. 
Il mourut en 1655 à Włoszakowice près de Leszno, il fut enterré dans la crypte familiale de l'ancienne église bernardine de Sieraków. En 1995, Son sarcophage a été déplacé dans la partie restaurée du château Opaliński à Sieraków.

## Famille
Krzysztof Opaliński est l'un des arrière-grands-pères de Marie Leszczyńska, ainsi qu'un des aïeux des rois de France Louis XVI, Louis XVIII et Charles X. 
Le 18 mai 1634, il épousa Teresa Konstancya Czarnkowska dont il eut :
- Anne (1636-1637)
- Eléonore (1638-1641)
- Marie (1640-1641)
- Jan Karol Opaliński (1642-1695)
- Marie-Anne (1643-1644)

Il meurt le 6 décembre 1655 à 44 ans d'une pneumonie.